# Petra Hůlová

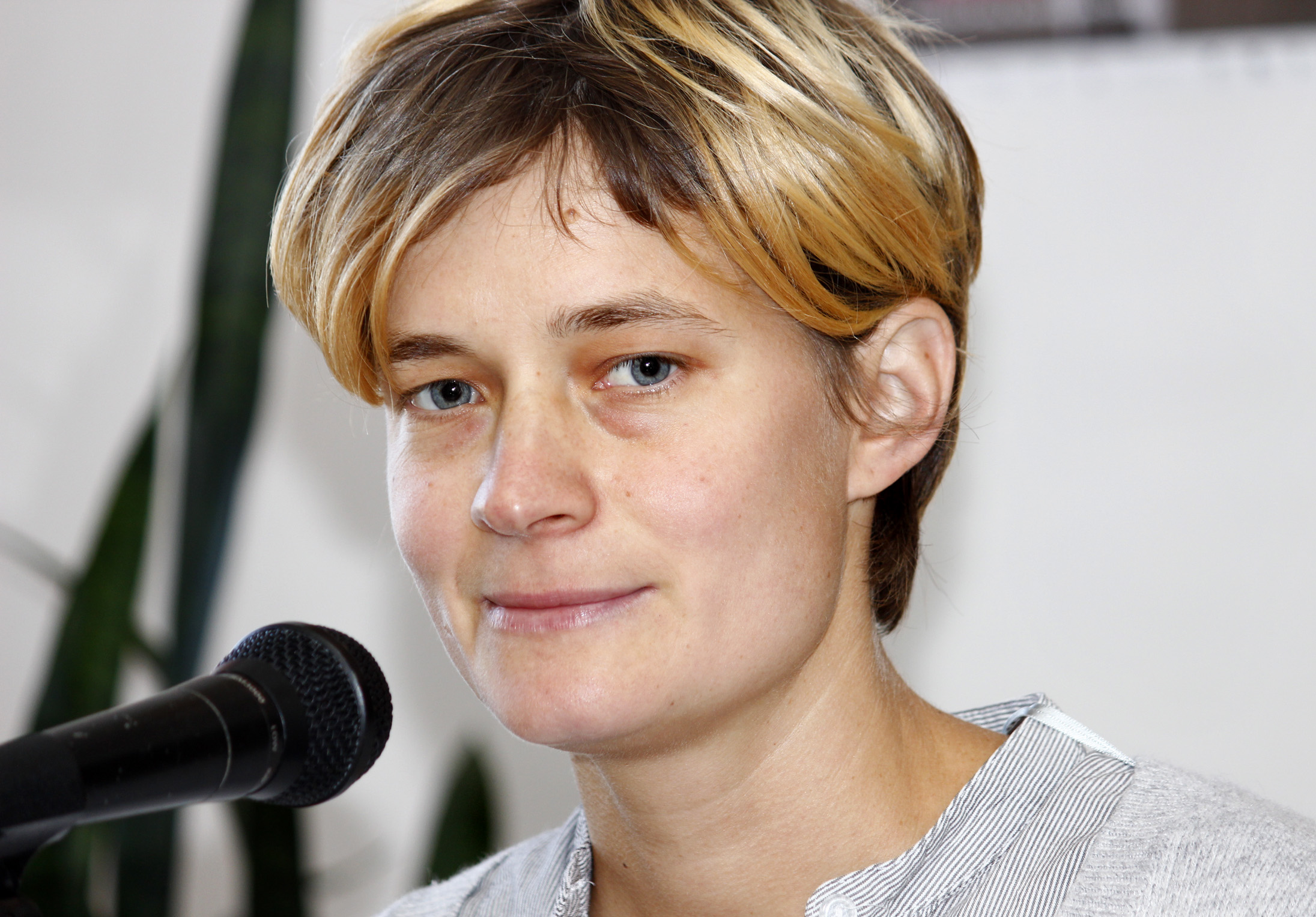
Petra Hůlová 2012-ben

Petra Hůlová (Prága, 1979. július 12. –) cseh írónő. Felsőfokú tanulmányait a prágai Károly Egyetem bölcsészkarán végezte.

## Munkásság
Hůlová 2002-ben egyik pillanatról a másikra robbant be az irodalmi köztudatba Nagyanyám emlékezete (Paměť mojí babičce) című regényével, amely az évtized egyik legolvasottabb cseh könyve lett. 
A történet helyszíne Mongólia, ahol a szerző cserediákként egy évet töltött korábban, és folyékonyan elsajátította a mongol nyelvet. Hůlová állítása szerint a történet, melynek narrátora egy mongol nagycsalád három generációjához tartozó öt különböző nőalak, sokkal inkább alapszik a csehországi tapasztalatain és cseh emberek élettörténetén, mint mongóliai élményein. 
Azért helyezte a cselekményt Mongóliába, hogy ne legyen kénytelen olyan mesterséges jelenségekről írni, mint például karrier vagy a média, amelyektől a mongol élet jóval kevésbé „szennyezett”, mint Európa. Ez tette lehetővé, hogy regényének középpontjába a szereplők alapvető érzéseit állíthassa. 
A regény elnyerte a 2002-ben alapított cseh Magnesia Litera irodalmi díjat a legjobb elsőkönyves író kategóriában, a Lidové noviny napilap pedig az év könyvének választotta. Circus Les Mémoires című harmadik regényét Amerikai Egyesült Államok-béli tartózkodása ihlette. Huszonhét éves korára már négy regényt publikált.

## Művei
- Circus Les Mémoires
- Umělohmotný třípokoj
- Stanice Tajga
- Strážci občanského dobra
- Čechy, země zaslíbená
- Macocha

### Magyarul
- Nagyanyám emlékezete (Paměť mojí babičce); ford. Barna Ottilia; Európa, Budapest, 2004
- Homályos üvegen át (Přes matný sklo); ford. Barna Ottilia; Európa, Budapest, 2005
- Mostoha sors; ford. Barna Otília; Metropolis Media, Budapest, 2019
- Apatolvaj (Zlodějka mýho táty); ford. Barna Otília; Metropolis Media, Budapest, 2021

## Külső hivatkozások
- Petra Hulova-interjú, Czech Radio International Service
- Még egy Petra Hulova-interjú, Czech Radio International Service